# إيوين غيلمور
إيوين غيلمور (بالإنجليزية: Ewen Gilmour)‏ هو مقدم تلفزيوني نيوزيلندي، ولد في 22 يناير 1963، وتوفي في 2 أكتوبر 2014 في Port Waikato ‏ في نيوزيلندا.